# Sellnickochthonius oesziae
Sellnickochthonius oesziae är en kvalsterart som först beskrevs av Balogh och Sandór Mahunka 1979.  Sellnickochthonius oesziae ingår i släktet Sellnickochthonius och familjen Brachychthoniidae. Inga underarter finns listade i Catalogue of Life.